# StEG 36.0
Die Dampflokomotivreihe StEG 36.0 war eine Schnellzug-Schlepptenderlokomotivreihe der Staats-Eisenbahn-Gesellschaft (StEG), einer privaten Eisenbahngesellschaft Österreich-Ungarns.
Die StEG beschaffte die zehn Exemplare dieser Reihe im Jahre 1908 bei der eigenen Lokomotivfabrik.
Es waren Heißdampflokomotiven nach Bauart Schmidt mit Innenrahmen und außen liegender Heusingersteuerung.
Sie bildeten bei der StEG die Reihe 36.0 und bewährten sich im Schnellzugsdienst vor allem auf der Strecke Brünn–Prag.
Die Reihe kam anlässlich der Verstaatlichung der StEG 1909 zur Gänze zu den k.k. österreichischen Staatsbahnen (kkStB), bei denen sie als Reihe 211 eingeordnet wurde.
Nach dem Ersten Weltkrieg kamen alle Maschinen zur ČSD, die sie als Reihe 363.0 bezeichnete.
1939 kamen sie zur MÁV als Reihe 329.
Die letzte wurde 1957 ausgemustert.